# Inma Rubiales
Inma Rubiales (Extremadura, 2002) és una escriptora espanyola.
Va començar a escriure les seves primeres obres d'adolescent. Mentre estudiava al conservatori va començar la seva afició per la lectura a la bilbioteca del centre. Es va començar a popularitzar mitjançant la plataforma Wattpad, una plataforma informàtica que permet compartir històries amb altres persones. Va publicar la seva primera novel·la als 17 anys. Posteriorment va començar a estudiar un grau en publicitat i relacions públiques a la Universitat de Sevilla. El 2022 va publicar Hasta que nos quedemos sin estrellas i el 2023 El arte de ser nosotros. La seva darrera novel·la és Todos los lugares que mantuvimos en secreto. El 2024 va participar al Crush Fest, el primer festival literari orientat per a un públic jove.

## Obra
- Un amigo gratis (Wonderbooks, 2019)
- Cántame al oído (Wonderbooks, 2021)
- Mi conquista tiene una lista (Wonderbooks, 2022)
- Hasta que nos quedemos sin estrellas (Planeta de Libros, 2022)
- El arte de ser nosotros (Planeta de Libros, 2023)
- Todos los lugares que mantuvimos en secreto (Planeta de Libros, 2024)
- Nuestro lugar en el mundo (Planeta de Libros, 2025)